# Casselton
Casselton ist eine Kleinstadt (mit dem Status „City“) im Cass County im US-amerikanischen Bundesstaat North Dakota. Das U.S. Census Bureau hat bei der Volkszählung 2020 eine Einwohnerzahl von 2.479 ermittelt.
Casselton ist Bestandteil der Fargo–Moorhead Metropolitan Area.

## Geografie
Casselton liegt im Südosten North Dakotas. Wenige Kilometer östlich von Casselton fließt der Red River of the North, der die Grenze zu Minnesota bildet. Die geografischen Koordinaten von Casselton sind 46°54′02″ nördlicher Breite und 97°12′40″ westlicher Länge. Das Stadtgebiet erstreckt sich über eine Fläche von 4,92 km².
Das Stadtzentrum von Fargo befindet sich 35,2 km östlich. Weitere benachbarte Orte von Casselton sind Amenia (13 km nördlich), Mapleton (14,4 km östlich), Leonard (29,3 km südlich) und Wheatland (11 km westlich).
Die nächstgelegenen größeren Städte sind Winnipeg in der kanadischen Provinz Manitoba (362 km nördlich), Duluth in Minnesota am Oberen See (430 km östlich), Minneapolis in Minnesota (410 km südöstlich), Sioux Falls in South Dakota (420 km südlich) und North Dakotas Hauptstadt Bismarck (282 km westlich).
Die Grenze zu Kanada befindet sich 252 km nördlich.

## Verkehr
Entlang des südlichen Stadtrandes verläuft in West-Ost-Richtung die Interstate 94. Der North Dakota Highway 18 verläuft in Nord-Süd-Richtung als Hauptstraße durch das Stadtgebiet von Casselton. Alle weiteren Straßen sind untergeordnete Landstraßen, teils unbefestigte Fahrwege sowie innerörtliche Verbindungsstraßen.
Durch Casselton verläuft in West-Ost-Richtung eine Eisenbahnstrecke der BNSF Railway. Über diese Strecke verkehren auch Personenzüge von Amtrak, die im nahen Fargo eine Station unterhält. Von der BNSF-Strecke zweigt eine Nebenbahn ab, die von der Red River Valley and Western Railroad (RRVW) betrieben wird. Die RRVW ist eine regionale Eisenbahngesellschaft, die auf von der BNSF Railway gepachteten Strecken Frachtverkehr betreibt.
Mit dem Casselton Robert Miller Regional Airport befindet sich 5,8 km südlich ein kleiner Flugplatz. Der nächste größere Flughafen ist der Hector International Airport in Fargo (37,7 km östlich).

## Demografische Daten
Nach der Volkszählung im Jahr 2010 lebten in Casselton 2329 Menschen in 874 Haushalten. Die Bevölkerungsdichte betrug 473,4 Einwohner pro Quadratkilometer. In den 874 Haushalten lebten statistisch je 2,66 Personen.
Ethnisch betrachtet setzte sich die Bevölkerung zusammen aus 97,3 Prozent Weißen, 0,1 Prozent (zwei Personen) Afroamerikanern, 0,9 Prozent amerikanischen Ureinwohnern, 0,1 Prozent Asiaten sowie 0,4 Prozent aus anderen ethnischen Gruppen; 1,2 Prozent stammten von zwei oder mehr Ethnien ab. Unabhängig von der ethnischen Zugehörigkeit waren 2,4 Prozent der Bevölkerung spanischer oder lateinamerikanischer Abstammung.
31,4 Prozent der Bevölkerung waren unter 18 Jahre alt, 58,1 Prozent waren zwischen 18 und 64 und 10,5 Prozent waren 65 Jahre oder älter. 48,6 Prozent der Bevölkerung war weiblich.

Das mittlere jährliche Einkommen eines Haushalts lag bei 55.972 USD. Das Pro-Kopf-Einkommen betrug 27.270 USD. 2,4 Prozent der Einwohner lebten unterhalb der Armutsgrenze.

## Eisenbahnunfall Ende 2013
Am Nachmittag des 30. Dezember 2013 entgleisten westlich von Casselton Waggons eines Güterzuges der BNSF Railway, der Getreide transportierte. Ein Zug auf dem Nachbargleis, der Kesselwagen mit Rohöl in die Gegenrichtung transportierte, fuhr in die entgleisten Waggons. Ein Großfeuer entstand.
Einige Tanks explodierten.
Das Unglück weckt Erinnerungen an den Eisenbahnunfall von Lac-Mégantic (6. Juli 2013, Kanada).
Die Bahnschienen laufen durch den Ort Casselton.
North Dakota ist der Bundesstaat, in dem am zweitmeisten Öl gefördert wird (nach Texas). Der "oil regulator" von North Dakota sagte kurz vor dem Unfall, etwa 60 Prozent des geförderten Öls werde per Eisenbahn transportiert; diese Quote werde 2014 auf etwa 90 Prozent steigen.

## Bekannte Bewohner
- Andrew H. Burke (1850–1918), zweiter Gouverneur von North Dakota (1891–1893),[12] lebte mehrere Jahre in Casselton
- Jack Dalrymple (* 1948), 32. Gouverneur von North Dakota (seit 2010)[13], lebt schon seit vielen Jahren in Casselton
- William Langer (1886–1959), 17. Gouverneur von North Dakota (1933–1934)[14] und republikanischer US-Senator (1941–1959),[15] geboren und aufgewachsen in Casselton